# 追分宿

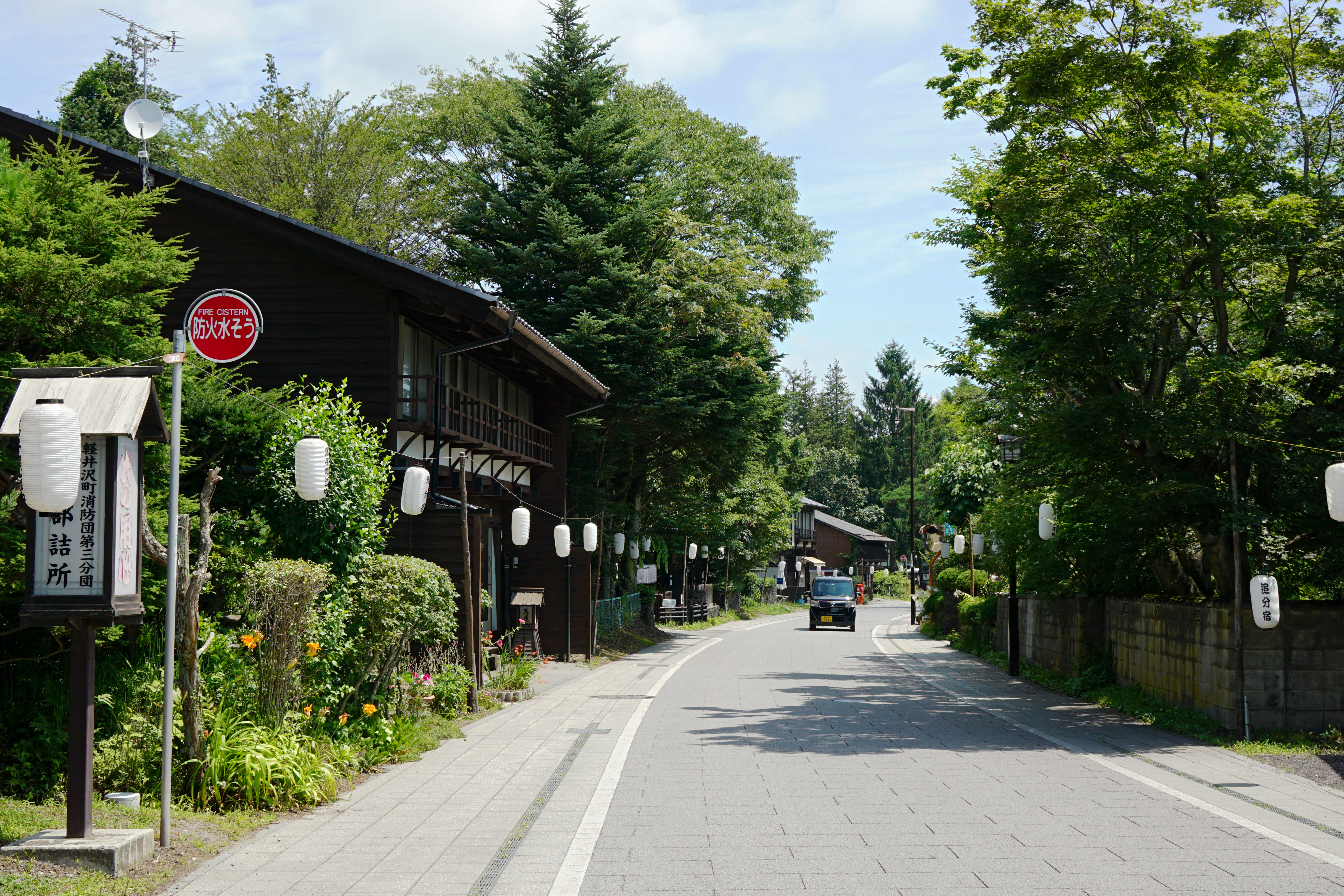
追分宿

追分宿（おいわけしゅく）は、中山道六十九次のうち江戸から数えて二十番目の宿場。
現在の長野県北佐久郡軽井沢町追分にあたる。北国街道（北陸道）との分岐点でもあり「追分」の名はこれに由来する。元禄時代には旅籠屋71軒、茶屋18軒、商店28軒を数え、飯盛女も最盛期には200～270人もいたとされるほど栄えた。また、民謡に多く見られる追分節の発祥の地である。旧脇本陣の油屋は、堀辰雄や立原道造、室生犀星らに愛され、堀辰雄の小説『菜穂子』、『ふるさとびと』に登場する牡丹屋という旅館はこの油屋がモデルである。

## 特徴

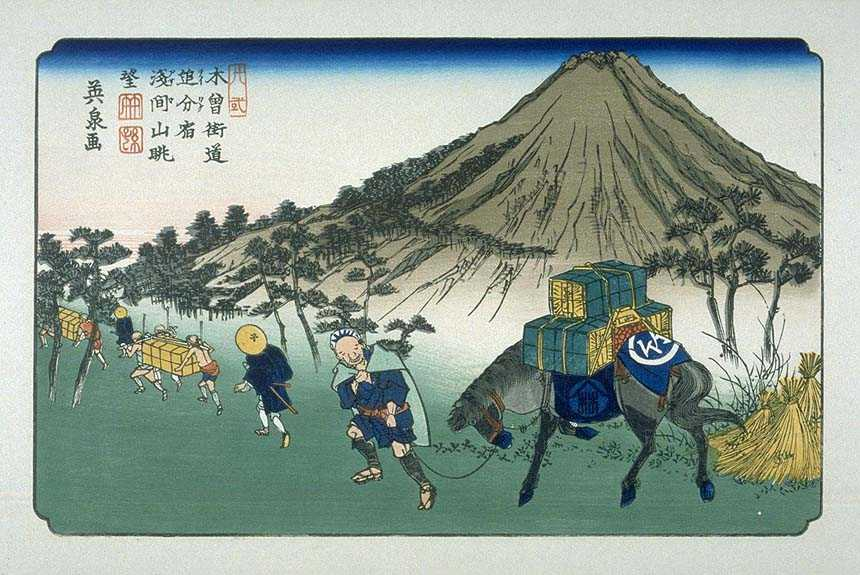
木曽海道六十九次 追分（渓斎英泉画）

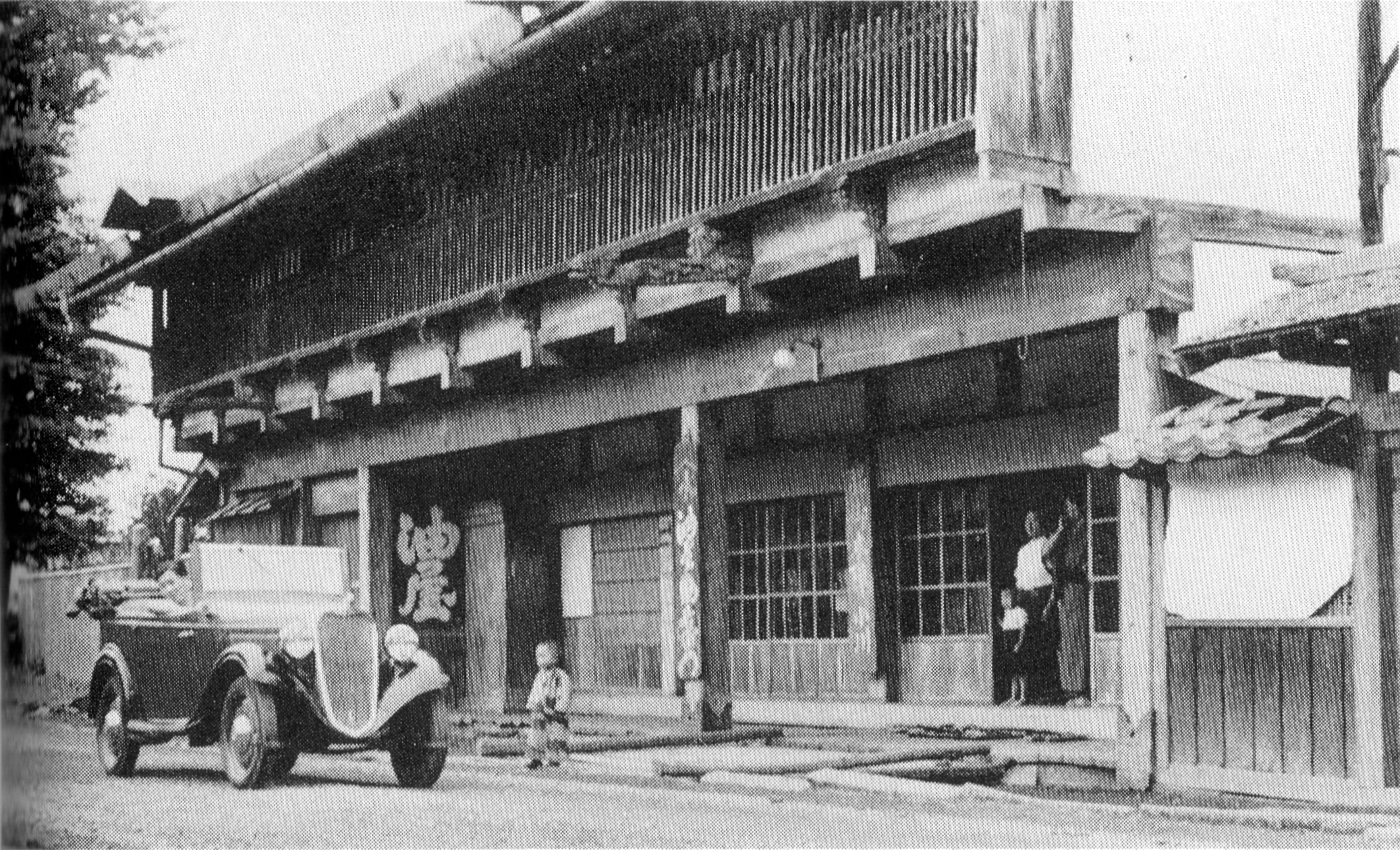
焼失する前の『油屋旅館』

天保14年（1843年）の『中山道宿村大概帳』によれば、追分宿の宿内家数は103軒、うち本陣1軒、脇本陣2軒、旅籠35軒で宿内人口は712人であった。また御影陣屋支配下の貫目改所が設置された。

## 最寄り駅
- しなの鉄道 中軽井沢駅から町内循環バス（西回り）で信濃追分駅を経由して20-30分、停留所は「追分入口」、「追分公民館」、「追分昇進橋」。

## 史跡・みどころ
- 分去れの碑
- 善光寺常夜灯
- 枡形の茶屋

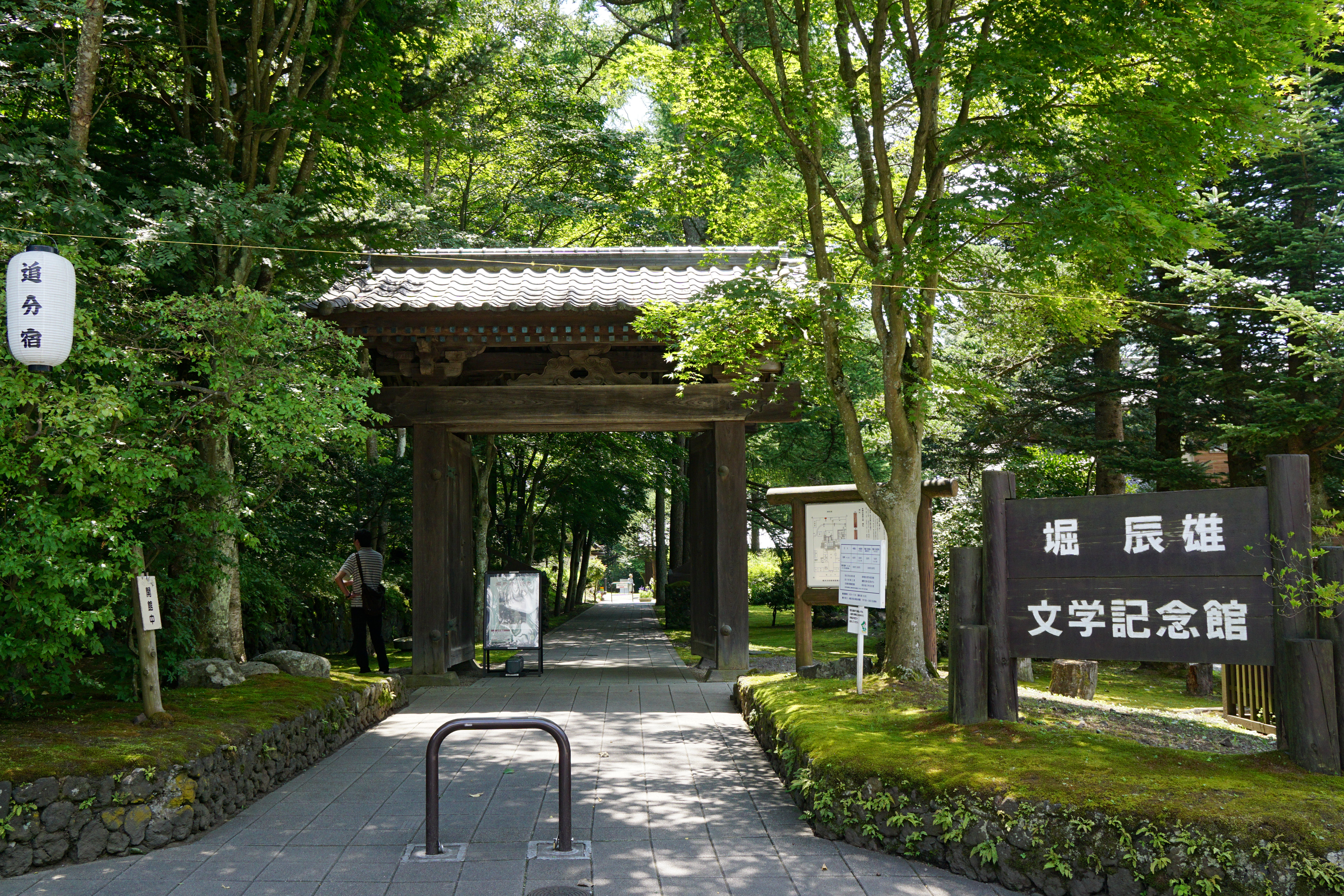
本陣門裏門。
現・堀辰雄文学記念館

- 油屋 - 旧脇本陣。文化施設「信濃追分文化磁場油や」として再生。2Fの一室に堀辰雄資料室を設置。
- 追分一里塚（日本橋から40番目）
- 浅間神社
- 泉洞寺 - 歯痛地蔵、稲垣黄鶴歌碑
- 堀辰雄文学記念館 - 作家堀辰雄の文学館。入口の門は、追分宿本陣門（裏門）を移築したものである。
- 軽井沢町追分宿郷土館
- 追分コロニー - 古書店
- シャーロックホームズ像
- 中山道69次資料館

## 隣の宿
中山道
沓掛宿 - 追分宿 - 小田井宿